# Slamball
Lo slamball è uno sport di squadra ispirato alla pallacanestro inventato da Mason Gordon.

## Storia
Agli inizi degli anni 2000 Mason Gordon lavorava per il produttore di TV e cinema Mike Tollin quando ebbe l'idea di un nuovo sport basato su dei trampolini. Seduto al tavolo di un ristorante, Gordon abbozzò su un pezzo di carta un campo da gioco simile a quello del basket, ma con dei tappeti elastici (stile ginnastica artistica) sotto canestro. Da questo schizzo prese il via il progetto slamball.
Nel 2001, Gordon iniziò a mettere in pratica la sua invenzione in un magazzino abbandonato di Los Angeles ed insieme ad altri 5 giocatori perfezionò il campo. Riuscì poi a mettersi in contatto con Mike Tollin e nel 2002 ad esordire con un campionato a 6 squadre (8 nel 2003), facendolo trasmettere in TV da TNN TV. Intanto lo slamball acquisì popolarità e vi parteciparono celebri ex-professionisti, tra i quali ad esempio Joe Bryant, ex-cestista e padre di Kobe Bryant, in veste di allenatore. A questo punto in TV prese vigore l'intenzione di trasformare questo sport in qualcosa di simile al wrestling americano (in particolare la WWE), con dei personaggi, degli scenari, delle storie e dei combattimenti prestabiliti, cosicché Mason Gordon (peraltro giocatore nei Diablos) e la federazione, contrari, preferirono far scadere il contratto con TNN, pur di evitare tale sorte.
Così dopo due sole stagioni (2002 e 2003) il progetto venne abbandonato. Nel 2004 il produttore italiano Andrea Fabbri si incontrò con Mason Gordon e Mike Tollin e li convinse a riproporre lo slamball prima in Europa, poi negli altri Paesi. Nel 2007 sempre Fabbri riuscì a convincere GXT e Italia 1 a trasmettere i due futuri campionati di slamball. Proprio in quell'anno lo Slamball ritrovò così popolarità in Europa e grazie all'interessamento del vecchio continente si disputò un torneo in occasione dei campionati NCAA, vinto dai Mob.
Vedendo questi risultati, Gordon e Tollin capirono che lo slamball aveva ancora un grande potenziale e nel 2008, insieme alla IMG, lo riproposero in un nuovo campionato a 6 squadre (alcune delle quali nuove).
Nel 2009 e nel 2010 il campionato non fu giocato.
Nel 2010 Mason Gordon e Michael Sun fondarono in Cina la MSAA (Multinational Slamball Athletic Association). Nel 2014, arrivata alla sua quinta edizione, la MSAA scelse per i Maulers di Stan Fletcher un giocatore Italiano, il primo europeo nella storia dello Slamball ad accedere a questo sport, Marco Bianchi, un gunner di 197 cm proveniente dal basket italiano.

## Regolamento

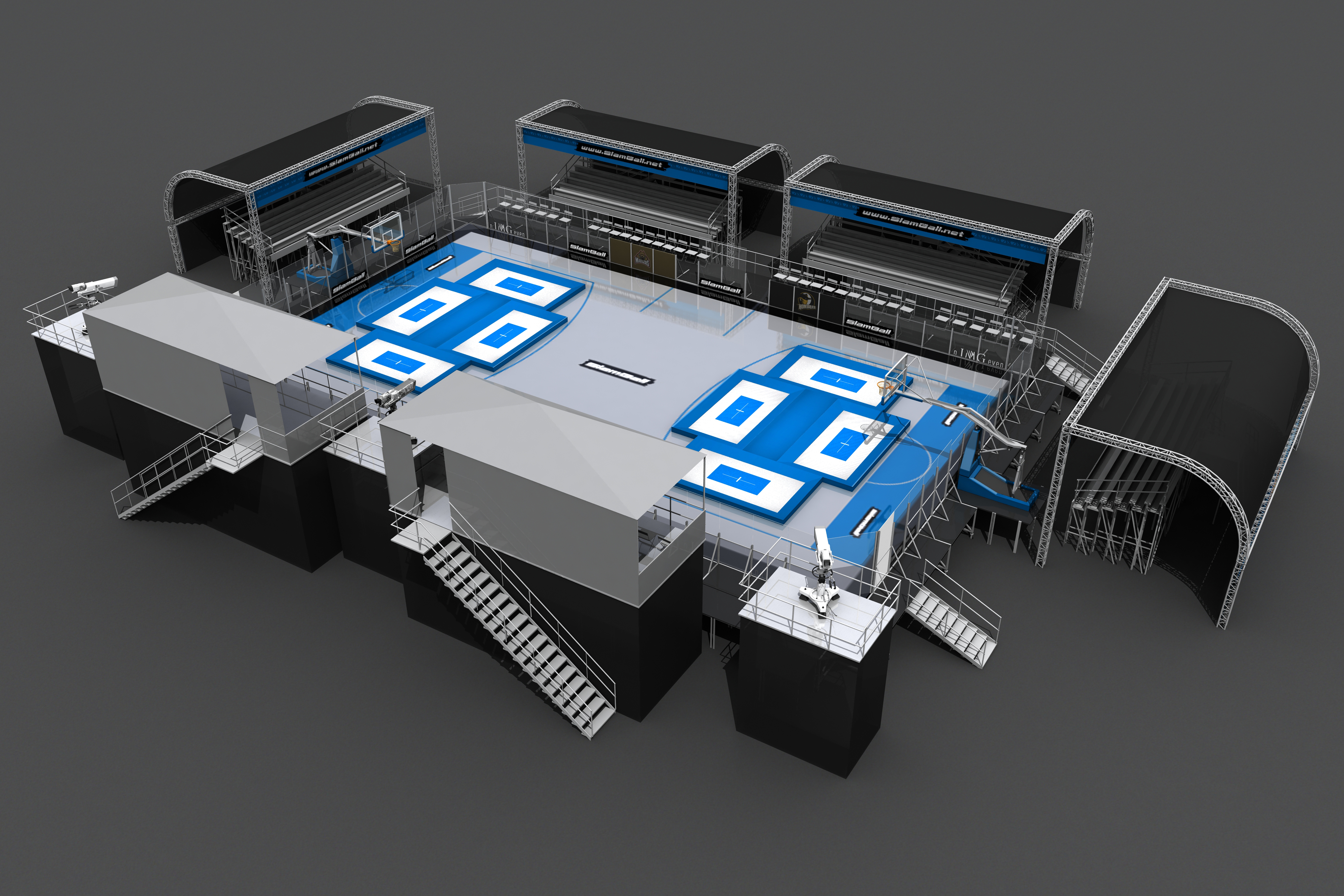
Ricostruzione digitale di un campo di gioco

La particolarità di questo sport è che è giocato su un campo simile a quello del basket, ma con l'aggiunta di quattro tappeti elastici (detti isole) posti sotto ogni canestro. I giocatori, saltando sui tappeti elastici, hanno la possibilità di effettuare schiacciate (del valore di tre punti). È possibile fare punti anche tirando da fuori area (il canestro vale tre punti se fatto negli ultimi 2 minuti della partita, due punti se fatto nel resto dell'incontro) o mandando la palla a canestro nell'area dei tappeti senza effettuare una schiacciata (due punti).
Non è possibile restare nella zona nella quale sono presenti i tappeti elastici per più di tre secondi. La partita è composta da quattro tempi di sei minuti ciascuno, con cambio di campo a metà partita; i giocatori in attacco hanno a disposizione 15 secondi per segnare.
Un'ulteriore differenza tra lo slamball e la pallacanestro si riscontra nel caso in cui un giocatore subisca/commetta un fallo; in questo caso nello slamball non si ricorre ai classici tiri liberi ma al cosiddetto face off: il giocatore che ha subito fallo prende palla a centrocampo e guadagna la possibilità di andare a canestro, ostacolato sul tappeto sotto canestro da colui che ha commesso il fallo.
Il concetto di fallo nello slamball è molto diverso da quello della pallacanestro, infatti questo sport trova, in alcune situazioni, molte somiglianze con l'hockey ed il football americano: ad esempio, nel momento in cui un giocatore inizia il palleggio può essere fermato in qualsiasi modo anche con contatti molto duri tipici degli sport citati in precedenza.
Il fallo viene sanzionato solo in caso di contatto prima del palleggio o nel momento in cui un giocatore sta saltando per entrare in uno dei trampolini; qualunque sia l'entità di un fallo viene sempre sanzionato con il face-off, a differenza di quanto succede nella pallacanestro dove il tiro libero viene assegnato solo nel caso in cui il giocatore che subisce il fallo sta tirando; negli altri casi viene assegnata la rimessa laterale, che nello slamball è completamente assente poiché a delimitare il campo è una barriera trasparente in plexiglas simile a quella dell'hockey su ghiaccio.

### Ruoli
Nello slamball i ruoli sono ben definiti. In campo scendono 4 giocatori, con questi ruoli:
- 1 Stopper (sta sotto canestro, è il difensore)
- 2 Gunner (gli attaccanti)
- 1 Handler (il regista)

## Squadre

### 2002
| Nome squadra | Colori          | Anno di introduzione | Giocatori | Coach             |
| ------------ | --------------- | -------------------- | --- | ----------------- |
| Rumble       | Verde-bianco    | 2002                 | Jelani Janisse, Whitney White, James Willis, Dion Mays, David Redmond, Charles Mason, Andrew Lankes, Wendell Robinson            | Ken Carter        |
| Mob          | Nero-rosso      | 2002                 | Sean Jackson, Chris Robbins, LaMonica Garrett, Patric Paul, Rodney Patrick, Kendrick Tolliver, Frank Henry, Justin Sundquist     | Brendan Kirsch    |
| Diablos      | Blu-bianco      | 2002                 | Mason Gordon, Ray Ross, David Jackson, Anthony White, Calvin Patterson, Joshua Carlson, Albert Jones, J.D. Green                 | Mark Ellis        |
| Bouncers     | Arancione-nero  | 2002                 | Rick Maiden, Dion Bailey, Rob Wilson, Chris Young, Jeff Kreiling, Gerrie Herring, Carlos Ardines, Ben Berlowski, Paul Stallworth | Hernando Planells |
| Slashers     | Marrone-azzurro | 2002                 | Tarron Wiliams, Eian Daniels, Craig Johnson, Joe Cocca, John Williams, Tommie Davis, Casey Starr, Anthony Ademiluyi              | Kavin Stapleton   |
| Steal        | Giallo-nero     | 2002                 | Michael Goldman, Samuel Jones, Stan Fletcher, Robert Grogan, Jeff Sheridan, Travis Stephens, Ken Barnes, Marcus Reed             | Brian Taylor      |

### 2003
| Nome squadra | Colori          | Anno di introduzione | Giocatori | Coach             |
| ------------ | --------------- | -------------------- | --- | ----------------- |
| Rumble       | Verde-bianco    | 2002                 | Jelani Janisse, Whitney White, Dion Mays, David Redmond, John Williams, Arthur Agee, Ivan Latimore, Tommie Davis          | Ken Carter        |
| Mob          | Nero-rosso      | 2002                 | Sean Jackson, Chris Robbins, LaMonica Garrett, Kevin Cossidy, Noah Ballou, Trevor Anderson, Patric Paul, Rodney Patrick   | Brendan Kirsch    |
| Diablos      | Blu-bianco      | 2002                 | Mason Gordon, Ray Ross, David Jackson, Anthony White, Ramone Floyd, Robert Grogan, Quinton Nowling, Jim Jackson           | Joe Bryant        |
| Bouncers     | Arancione-nero  | 2002                 | Rick Maiden, Dion Bailey, James Lee, Rob Wilson, Jenero Hemphill, Chris Young, Bobby Huntley, Rodney Bond, Jeff Kreiling  | Hernando Planells |
| Riders       | Grigio-nero     | 2003                 | Calvin Patterson, Joe Cocca, James Willis, George Byrd, Eian Daniels, Marcus Reid, Bryce Arledge, Anthony Ademiluyi       | Xavier McDaniel   |
| Slashers     | Marrone-azzurro | 2002                 | Josh Carlson, Tarron Wiliams, Scott Campbell, Adam Hooker, Corey Beezhold, Keith Mowbray, Dan Knuckey, Sheggy Obebe       | Kavin Stapleton   |
| Steal        | Giallo-nero     | 2002                 | Michael Goldman, Samuel Jones, Stan Fletcher, Albert Jones, Elton Mashack, Kendrick Tolliver, Juwan Smith, Anthony Meyers | Brian Taylor      |
| Bandits      | Bianco-viola    | 2003                 | Gerrie Herring, J.D. Green, Craig Johnson, Matrice Moore, James Turner, Carlos Ardines, Jesse Bell, Craig Skistmas        | Mark Berokoff     |

## Albo d'oro
Albo d'oro del campionato statunitense:
- 2002: Rumble
- 2003: Riders
- 2007: Mob
- 2008: Slashers

## Trasmissioni televisive
In Italia sono state trasmesse solo le prime due stagioni di slamball, per la prima volta sulla piattaforma satellitare Sky Italia sul canale 146 GXT nella fascia prime-time. Dal 16 luglio 2007 le stesse due stagioni (con alcune partite inedite) sono state trasmesse anche sulla TV analogica terrestre sul canale Italia 1, commentate da Giacomo Valenti e da Dan Peterson.
Il campionato 2008 fu trasmesso da Dahlia TV, servizio a pagamento del digitale terrestre in Italia. Le partite sono visibili sulla community italiana di slamball, SlamBall Arena.
Negli USA i campionati di slamball sono stati trasmessi da Spike TV/TNN, Versus, CSTV, CBS e Cartoon Network. In Spagna da Cuatro, in Asia da AXN, in Cina da CCTV, in Portogallo da Sic Radical, in Russia da 7Tv, in Romania da Sport.ro, in Australia da Fuel TV e One HD, e in Ungheria, Repubblica Ceca, Slovacchia, Romania e Paesi Bassi da Sport 1 TV..